# Not Another Church Movie
Not Another Church Movie es una película de parodia estadounidense de 2024 escrita y dirigida por Johnny Mack. Está protagonizada por Kevin Daniels, Vivica A. Fox, Lamorne Morris, Tisha Campbell, Jasmine Guy, Lydia Styslinger, James Michael Cummings, Kyla Pratt, Mickey Rourke y Jamie Foxx.

## Reparto
- Kevin Daniels como Taylor Pherry y Madude Hims[2]
- Mickey Rourke como el Diablo[3]
- Vivica A. Fox como juez Loreal[4][5]
- Kyla Pratt como Beverly Black[4][5]
- Lamorne Morris como Monte Carlo[4][5]
- Tisha Campbell como Flora Black[4][5]
- Jasmine Guy como Miss Mildew[4][5]
- Jaden Miller como Michael Junior[6]
- Jamie Foxx como Dios[7][8]
- James Michael Cummings
- Lydia Styslinger
- Javiera Baird[9]

## Producción
La película se rodó en Savannah, Georgia en 2022.
Según Daniels, Mack quería que Queen Latifah interpretara a Dios.

## Estreno
La película se estrenó en Estados Unidos el 10 de mayo de 2024. Anteriormente, su estreno estaba previsto para octubre de 2023.